# Anneau de la Licorne

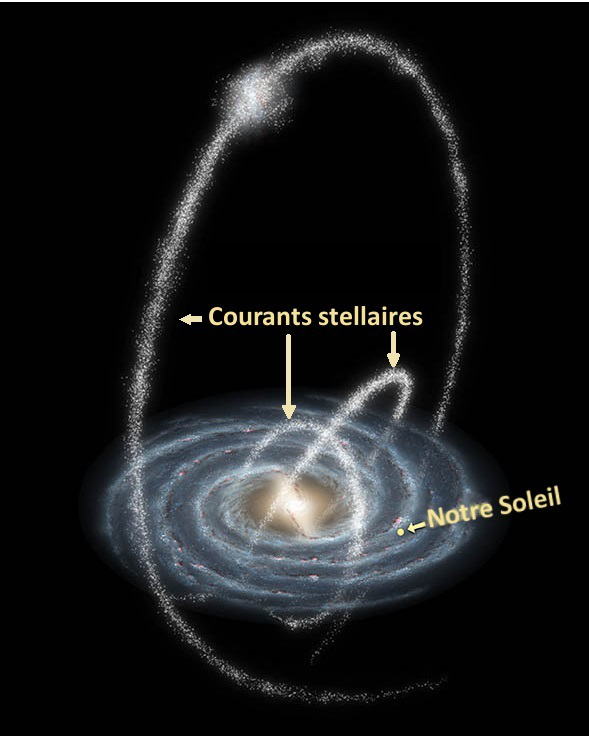
Vue d'artiste des courants stellaires de la Voie lactée.

L'anneau de la Licorne, également connu sous les noms de courant de la Licorne, surdensité de la Licorne (Monoceros Overdensity) et structure stellaire de l'anti-centre galactique (Galactic Anticenter Stellar Structure), est un long et complexe filament d'étoiles qui entoure la Voie lactée. Découvert en 2002, il fait environ 200 000 années-lumière (al) de long et contient environ 100 millions de masses solaires ({\displaystyle M_{\odot }.}). Il entoure le centre galactique à une distance d'environ 16,5 ± 1,5 kpc (∼53 800 al).
Plusieurs hypothèses tentent d'expliquer les origines de la structure. L'une d'elles affirme que l'anneau serait une composante d'un courant stellaire issu de la fusion d'une galaxie avec la Voie lactée. Une autre prétend que l'anneau n'en est pas un, mais plutôt une composante de la forme ondulée du disque galactique.

## Caractéristiques physiques

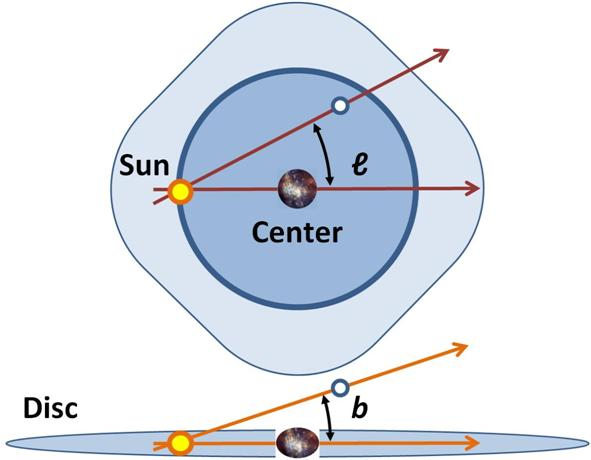
Schéma montrant le positionnement des coordonnées galactiques.

## Observations
L'anneau de la Licorne est découvert en 2002 par des observations du Sloan Digital Sky Survey,.

## Origines
Diverses hypothèses tentent d'établir l'origine de l'anneau de la Licorne. Selon ces dernières, la forme même de la structure est mise en cause.

### Vestiges d'une fusion galactique

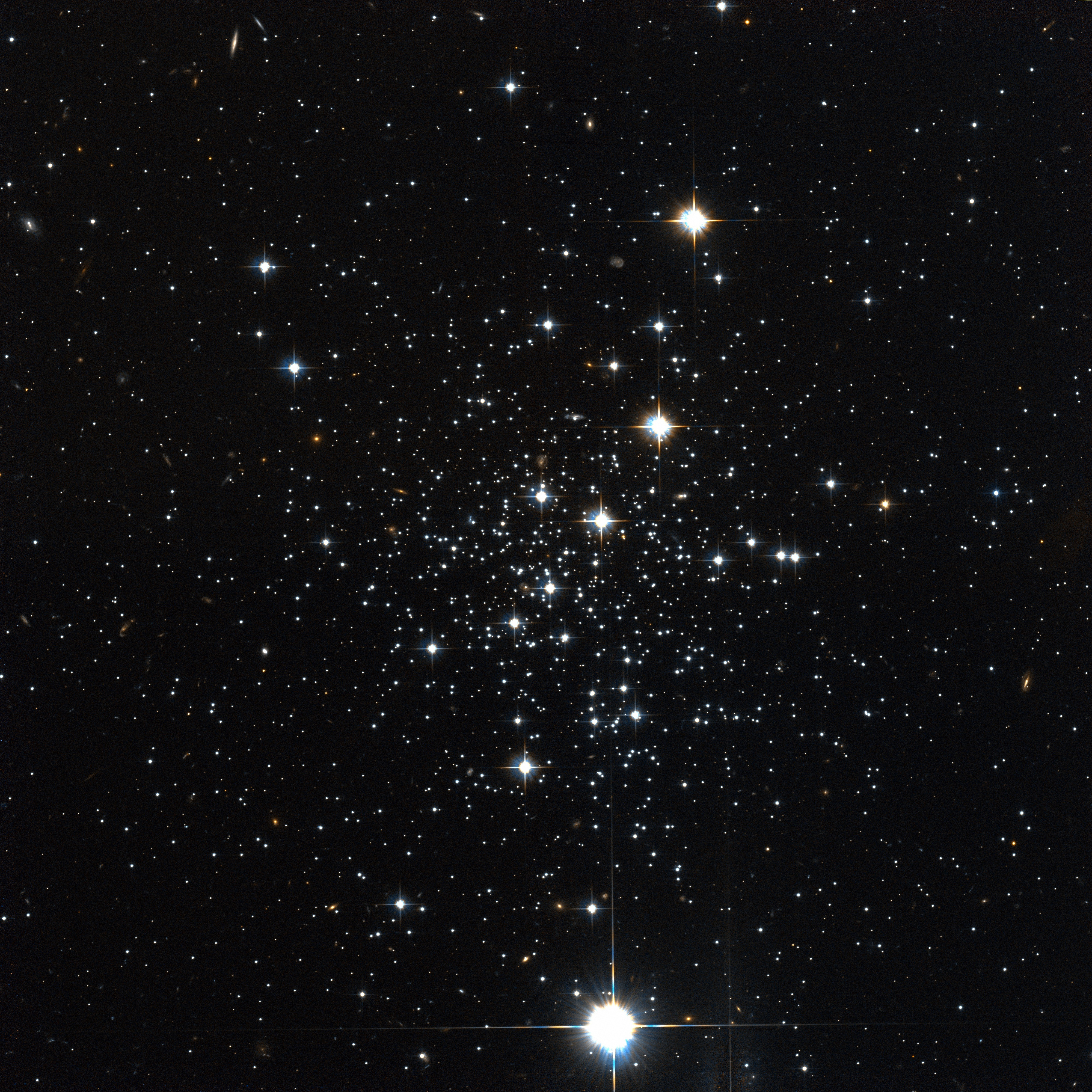
Galaxie naine du Sagittaire.

Les bras spiraux et courants stellaires de la Voie lactée pourraient être le résultat d'un impact avec une plus petite galaxie.
L'anneau de la Licorne pourrait ainsi être le résultat de la fusion de la Galaxie naine du Grand Chien ou du Sagittaire avec la Voie lactée. En 2011, des chercheurs publient ainsi dans Nature des simulations informatiques de fusion entre la Voie lactée et la galaxie naine du Sagittaire, fusions montrant la création d'anneaux,,,.

### Galaxie ondulée

Carte stellaire de l'environnement proche du Soleil, comprenant les 2000 étoiles les plus brillantes, d'après les relevés du satellite Hipparcos. Le disque galactique est mis en évidence par la densité d'étoiles brillantes au centre de l'image.

En 2006, une étude utilisant les données 2MASS remet en cause la nature de l'anneau. Ces données ne permettent pas de confirmer la structure en anneau ni de relier ce dernier à un courant stellaire. Les auteurs affirment que ce genre de surdensité est fréquent dans les galaxies aux disques déformés et évasés. D'autres membres de la communauté scientifique ont affirmé que la structure de la Licorne n'est rien de plus qu'une surdensité produite par l'évasement et la déformation de la Voie lactée.

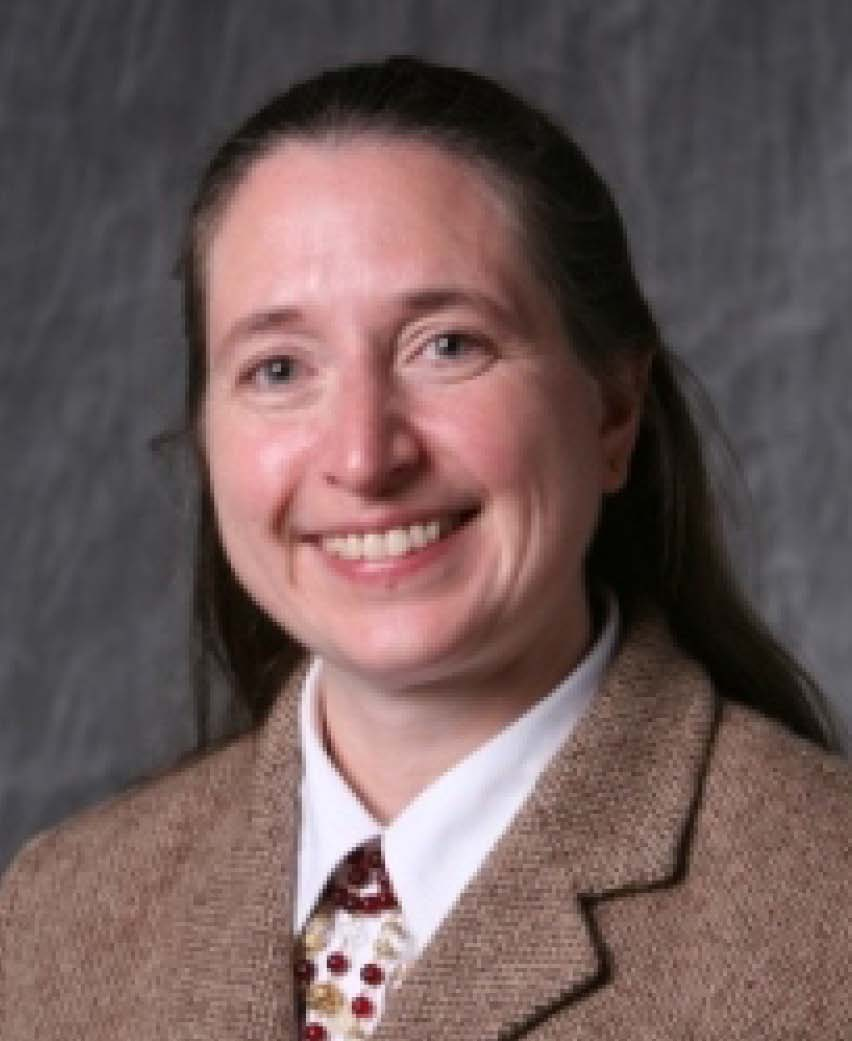
L'astrophysicienne Heidi Jo Newberg de l'Institut polytechnique Rensselaer.

En 2015, une étude de Heidi Jo Newberg et al. suggère, après un nouveau tri et un examen des données du Sloan Digital Sky Survey, que la Voie lactée est actuellement 50 % plus grande que ce qui est généralement admis,,. La forme de la galaxie est également revue. Le disque galactique serait ondulé plutôt que plat. Il y aurait ainsi au moins quatre ondulations dans le disque de la Voie lactée. D'après ces nouvelles dimensions, l'anneau de la Licorne se trouve à travers le disque.
Une façon de comprendre cela est d'imaginer être sur l'océan lorsque les vagues sont très hautes, ou debout dans un terrain vallonné. La montée suivante de vagues ou les autres collines, bloqueraient la vue de ce qui se trouve au-delà. Dans une même optique, la montée suivante dans la structure galactique est en train de bloquer la vue de ce qui se trouve au-delà. Elle est apparemment une partie importante du disque galactique. Basé sur la distance de l'anneau de la Licorne, le diamètre (connu) de la Voie lactée augmenterait ainsi de 100 000-120 000 al jusqu'à 150 000-180 000 al.
Les anneaux galactiques seraient ainsi des ondulations appartenant au disque galactique, et non des structures indépendantes de ce dernier.
Toutefois, des observations provenant du télescope anglo-australien publiées en 2007 suggèrent qu'un disque déformé ne peut créer la structure observée. Elle serait plutôt créée soit par une éruption du disque galactique, soit par une origine extra-galactique.